# Gran incendio de Ellensburg
El Gran Incendio de Ellensburg, también conocido como Incendio del Día de la Independencia, fue un incendio que destruyó viviendas y el distrito comercial de Ellensburg en 1889,  durante el mismo verano en que grandes incendios dañaron Spokane, Vancouver y Seattle, todas ciudades importantes del territorio de Washington. 

## El fuego
El incendio comenzó el 4 de julio a última hora de la tarde.  Las llamas fueron notadas por primera vez por las personas que asistían a un baile de los Caballeros de Pythias en el Johnson House Hotel. 
Los bomberos respondieron rápidamente, pero los fuertes vientos del noreste impidieron detener el avance del incendio. 
El incendio duró desde las 22:30 hasta las 3:30 de la mañana siguiente  y destruyó más de 200 casas y edificios, incluidos 10 bloques en el corazón de la ciudad de 4.000 habitantes.  Casi la mitad de los edificios destruidos se habían construido en los dos años anteriores. Los observadores que habían recorrido Seattle después del reciente incendio dijeron que el incendio de Ellensburg destruyó más propiedades en menos espacio. Las pérdidas se estimaron en más de $2.000.000.  
El único edificio superviviente en el centro de la ciudad fue el bloque Lynch.  Construido por John Nash en 1888 por 20.000 dólares, todavía está en pie.  El palacio de justicia de la ciudad sobrevivió, quedando contra el viento por las llamas.  La ciudad reconstruyó rápidamente el centro de la ciudad en los meses siguientes. 

## Posibles causas
El momento llevó a sospechar que estaba relacionado con los fuegos artificiales navideños,  aunque el dueño de la tienda de comestibles donde comenzó el incendio especuló que fue iniciado por indios en venganza por un hombre blanco que golpeó a una mujer india.  Un informe de noticias contemporáneo afirmó que los ciudadanos locales encontraron tarjetas rojas con "No tenéis piedad, no tenemos piedad" escrito en sus patios a la mañana siguiente. El director del Museo Histórico del Condado de Kittitas dice que la lista de posibles causas del incendio incluye "fuegos artificiales errantes, fraude de seguros, luces eléctricas defectuosas, mineros en huelga, vagabundos desplazados por el incendio de Seattle, nativos americanos descontentos, chinos descontentos e incluso un circo descontento. que habían intentado sin éxito instalar su tienda en las afueras de la ciudad en los fuertes vientos que soplaban ese día". 